# قلعه پیتر و پاول
قلعه پیتر و پاول (به روسی: Петропавловская крепость) یک قلعه و محوطه تاریخی در سنت پترزبورگ روسیه است. این نخستین قلعه و در واقع، نخستین بنای رسمی شهر سنت پترزبورگ است که به دستور پتر کبیر نخستین امپراتور روسیه در سال ۱۷۰۳ (در جریان جنگ با سوئد به عنوان یک پایگاه دفاعی) ساخته شد. قلعه پیتر و پاول را زادگاه سنت پترزبورگ می‌نامند. با اینکه این قلعه هیچگاه در موقعیت دفاعی که انتظار می‌رفت قرار نگرفت، در عوض تاریخچه‌ای غنی، بسیار متنوع و گاه شوم در جایگاه یک پایگاه نظامی، دفتر دولتی، محل دفن خاندان سلطنتی روسیه، محل آزمایش‌های علمی پیشگامانه و زندان سیاسی را پشت سر گذاشته است. امروزه قلعه پیتر و پاول تحت نظارت مرکز تاریخی سنت پترزبورگ و بناهای تاریخی آن قرار دارد و تعدادی نمایشگاه دائمی و موقت که جنبه‌های مختلف گذشته این بنا را به نمایش می‌گذارند، در آن بر پا می‌شود. کلیسای جامع سنت پیتر و پاول که یکی از برجسته‌ترین کلیساهای روسیه است، در این قلعه واقع شده است. قلعه پیتر و پاول یکی از جاذبه‌های اصلی شهر سنت پترزبورگ است.

## تاریخچه

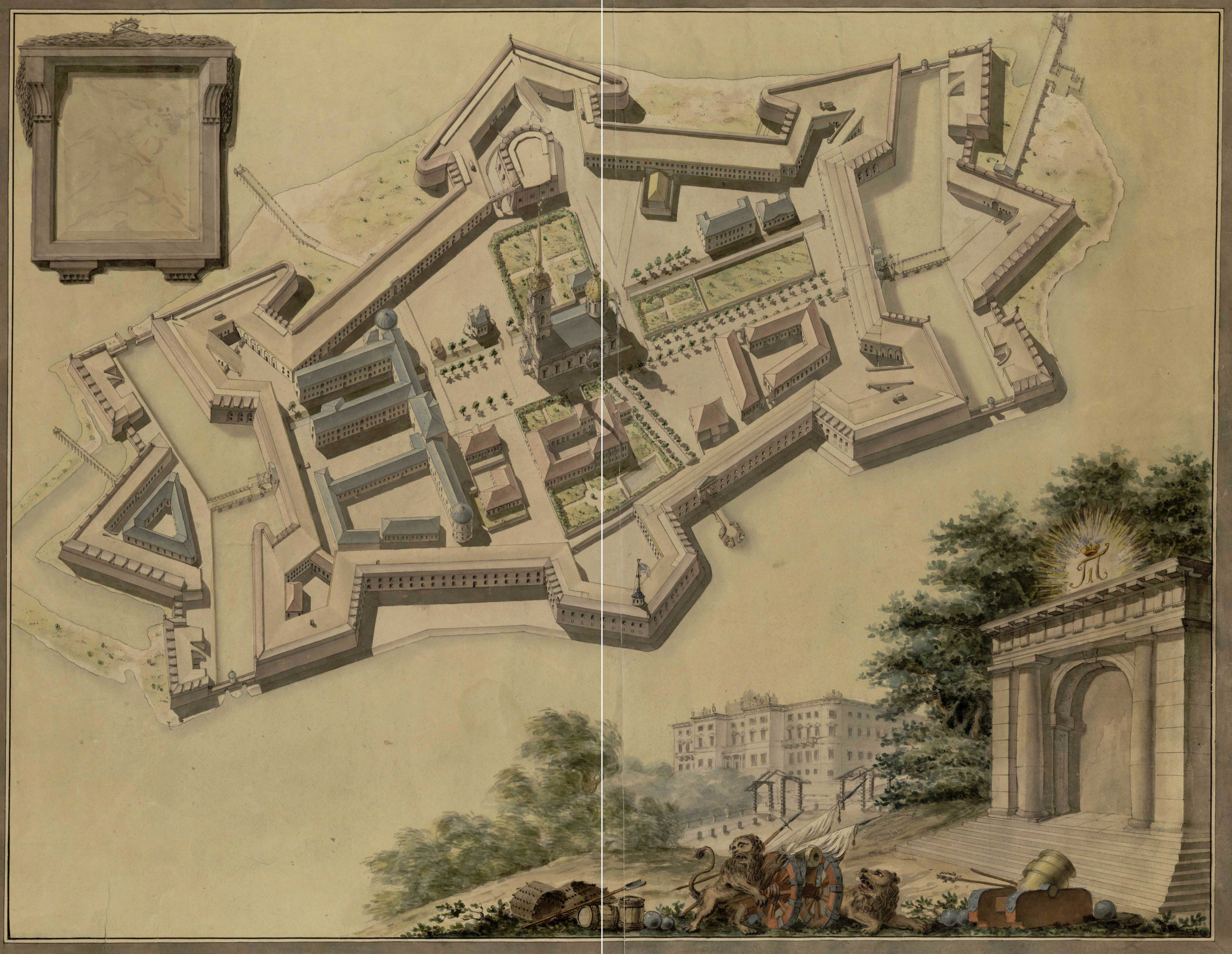
یک نقشه قرن هجدهمی از قلعه پیتر و پاول

قلعه پیتر و پاول اولین سازه‌ای بود که در ماه مه ۱۷۰۳ توسط پتر کبیر در شهر تازه تأسیس سنت پترزبورگ ساخته شد. این قلعه که در یکی از ۴۲ جزیره آن شهر واقع شده، دارای شش جان‌پناه دژ است که به نام برخی از افراد برجسته‌ای که بر ساخت آنها نظارت داشتند، نام‌گذاری شده‌اند. از جمله یکی از آنها که به نام خود تزار پتر اختصاص داده شده است. دیوارهای اصلی از خشت ساخته شده بودند و دیوارهای آجری امروزی، بعدها بین سال‌های ۱۷۰۶ تا ۱۷۴۰ اضافه شدند. تمام کارهای ساختمانی قلعه تحت نظارت دقیق نخستین معمار سنت پترزبورگ یعنی دومنیکو ترتزینی و خود تزار انجام شد.
ساخت کلیسای جامع سنت پیتر و پاول در سال ۱۷۱۲ آغاز شد؛ اما در سال ۱۷۳۳ و هشت سال پس از مرگ پتر کبیر به پایان رسید. برای مدتی طولانی، این کلیسای جامع، کلیسای اصلی شهر بود و تا سال ۱۹۱۷ آرامگاه امپراتورهای روسیه بود. اگرچه این قلعه در موقعیت ایده‌آلی برای مقابله با حمله دشمن قرار داشت، اما هرگز درگیر هیچ جنگی نشد. با این حال، از آن برای استقرار پادگان شهر استفاده می‌شد و بخشی از این مجموعه به زودی به یک زندان سیاسی فوق امنیتی تبدیل گشت که تزارویچ الکسی، پسر سرکش پتر کبیر از اولین زندانیان‌اش بود.
این قلعه خیلی زود نقش مهمی در زندگی مردم سنت پترزبورگ ایفا کرد و نه تنها با شلیک توپ در راس ساعت ۱۲ که توسط خود پتر کبیر معرفی شده بود، همه را از ساعت دقیق مطلع می‌کرد، بلکه شلیک توپ‌های بدون ضامن از این قلعه، به مردم در مورد سیل‌های ناگهانی و بدنامی که همیشه جان و مال ساکنان شهر را تهدید می‌کرد هشدار می‌داد. در سال ۱۹۱۷، این قلعه به یکی از مراکز اصلی انقلابی شهر تبدیل شد. در ۲۶ اکتبر ۱۹۱۷، اعضای دولت موقت روسیه در کاخ زمستانی دستگیر و به قلعه پیتر و پاول آورده شدند. این نمایندگان قرار بود آخرین زندانیان زندان سیاسی بدنام رژیم قدیم باشند.
در دوره شوروی، این قلعه به موزه تبدیل شد. در سال ۱۹۳۲، آزمایشگاه دینامیک گاز در این مجموعه ساخته شد و قرار بود شاهد ساخت برخی از اولین موتورهای موشک شوروی باشد. در طول محاصره لنینگراد (۱۹۴۱–۱۹۴۴) و زمانی که کل شهر تحت محاصره نیروهای آلمان نازی بود، این قلعه به شدت آسیب دید؛ اما متعاقباً بازسازی شد و به شکوه سابق خود بازگشت.

## بخش‌ها

### کلیسای جامع پیتر و پاول

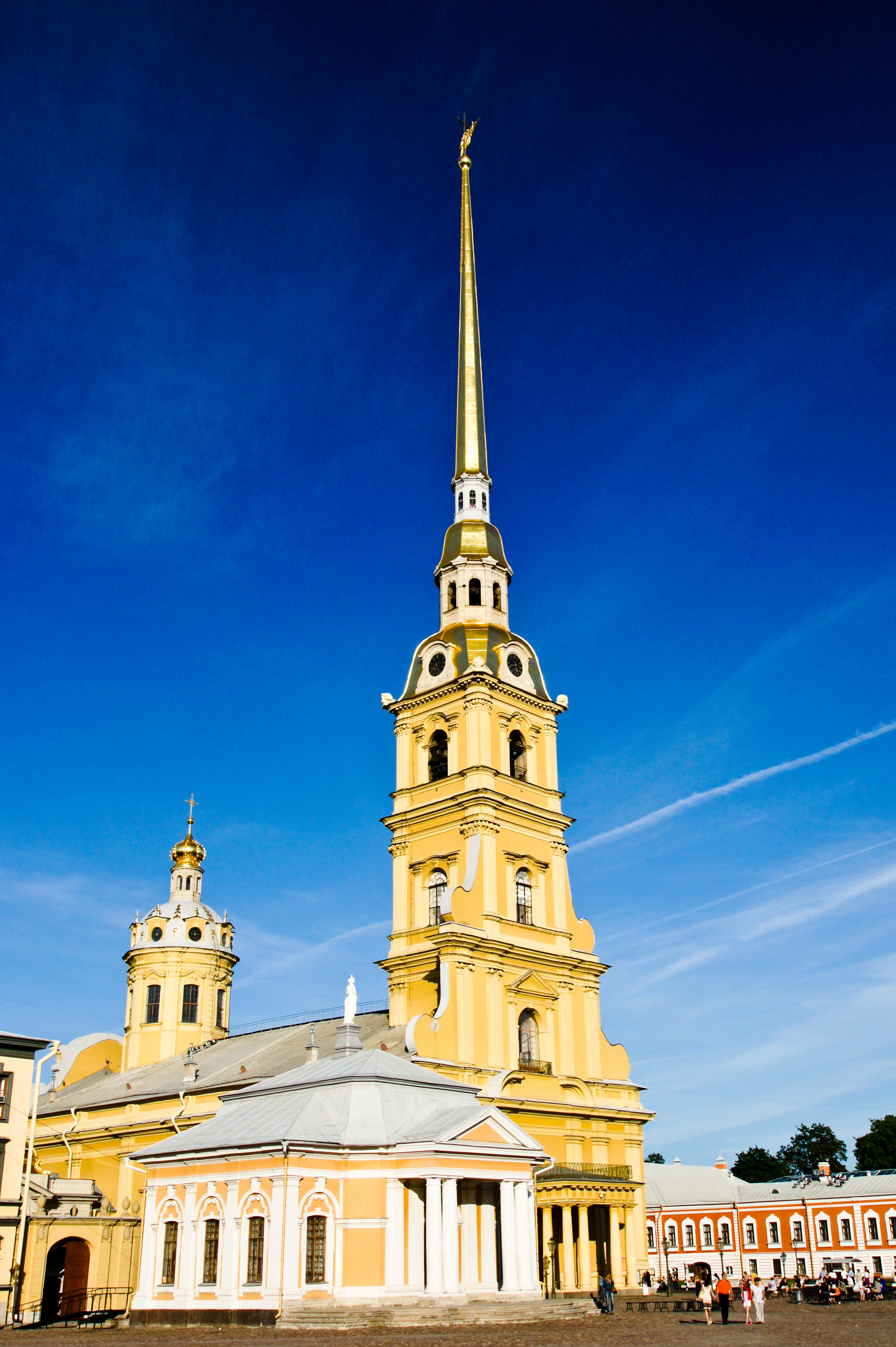
کلیسای جامع سنت پیتر و پاول

کلیسای جامع پیتر و پاول بین سال‌های ۱۷۱۲ تا ۱۷۳۳ توسط دومنیکو ترتزینی در همان مکانی که کلیسای چوبی شهر در سال ۱۷۰۳ (سالی که پتر کبیر سنت پترزبورگ را تأسیس کرد) ساخته شده بود، بنا شد. اولین بخشی که ساخته شد، برج ناقوس کلیسای جامع با مناره طلاکاری شده‌اش بود که به سرعت به نقطه کانونی قلعه و مناطق اطراف آن تبدیل شد. باقی بخش‌های کلیسای جامع بعداً تکمیل شدند. برج ناقوس این بنا، کلیسای جامع پیتر و پاول را با ۱۲۲.۵ متر ارتفاع به بلندترین ساختمان سنت پترزبورگ مبدل کرده است. مناره طلاکاری شده با یک بادنما که فرشته‌ای با صلیب را به تصویر می‌کشد، در بالای کلیسای جامع قرار دارد. برج ناقوس همچنین یک صفحه ساعت قدیمی را نشان می‌دهد که به امروزه بازسازی شده و دقیقاً سر ساعت زنگ می‌زند.
فضای داخلی کلیسای جامع پتر و پاول به سبک باروک پترین اوایل قرن هجدهم تزئین شده است. تمام امپراتورهای روسیه از پتر کبیر به بعد (به استثنای پتر دوم و ایوان ششم) در این کلیسای جامع دفن شده‌اند. مقبره پتر کبیر در گوشه جنوب شرقی کلیسا، نزدیک دیوار تمثال‌ها قرار دارد و هر روز با گل‌های تازه تزئین می‌شود. مقبره‌های تازه نصب شده نیکلای دوم و خانواده‌اش هم در گوشه جنوب شرقی، در کلیسای سنت کاترین قرار دارند. بادنمای طلایی بالای مناره کلیسای جامع پیتر و پاول، با گذشت زمان به نمادی از شهر سنت پترزبورگ تبدیل شده است. مردم محلی اغلب آن را اختصاراً «فرشته» (به روسی: Ангел) می‌نامند. گفته می‌شود این فرشته که در بلندترین نقطه در مرکز شهر قرار دارد است، از سنت پترزبورگ مراقبت و محافظت می‌کند.

### دروازه پتروفسکی

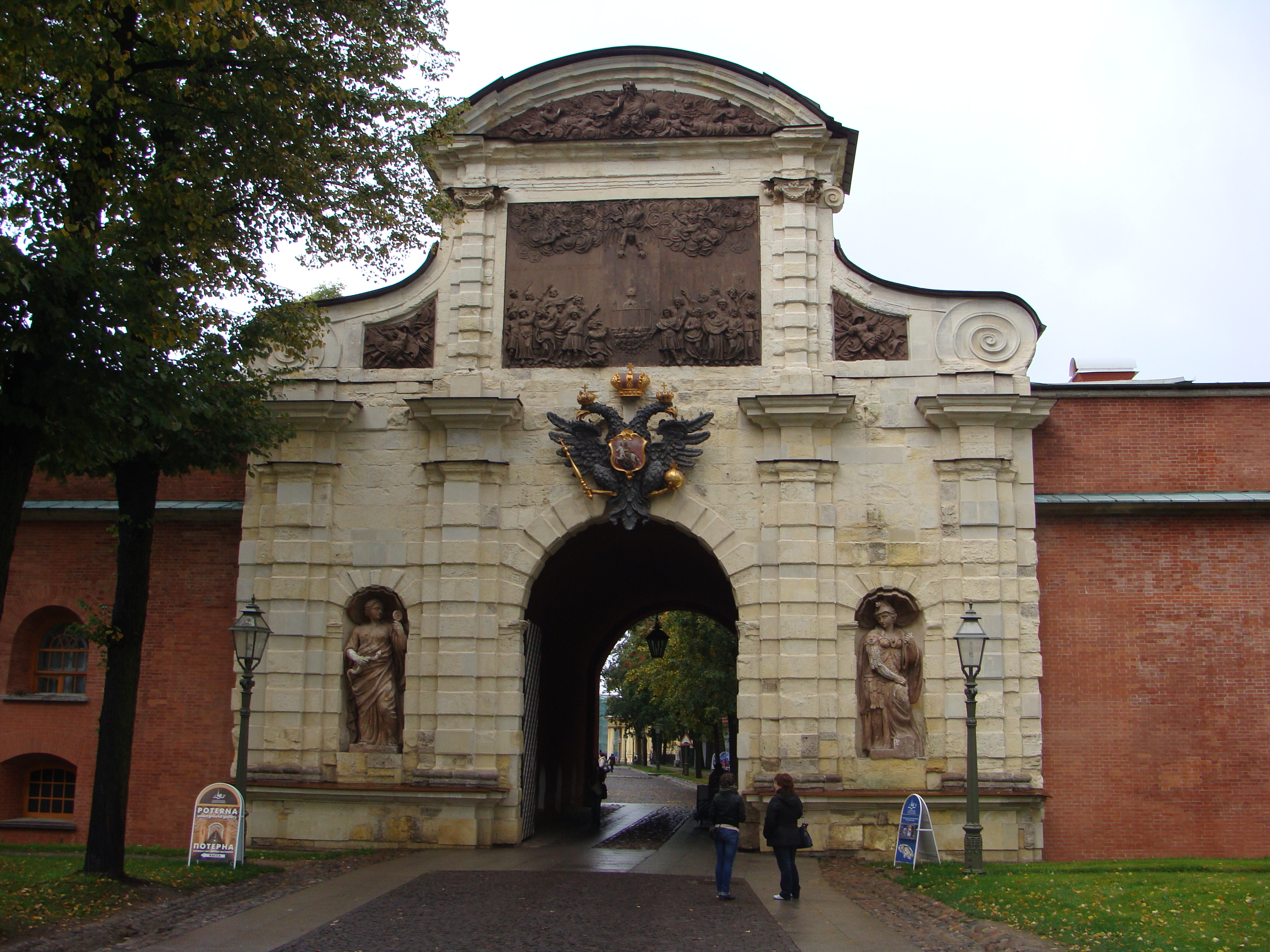
دروازه پتروفسکی

دروازه پتروفسکی (به روسی: Петро́вские воро́та) دروازه‌ای در قلعه به نام پتر کبیر است که بین سال‌های ۱۷۱۷ و ۱۷۱۸ به دست دومینیکو ترزینی ساخته شد. این دروازه که تا حدودی یک طاق نصرت را تدایی می‌کند، با نقش برجسته بزرگی اثر ک. اوسنر تزئین شده است که موضوع آن، داستانی از کتاب مقدس (پطرس رسول در حال کشتن سیمئون حکیم) برای بزرگداشت پیروزی روسیه بر سوئد در جنگ بزرگ شمالی می‌باشد. نشان ملی روسیه هم بالای دروازه قرار دارد.

### خانه فرمانده
خانه فرمانده (به روسی: Комендантский дом) در دهه ۱۷۴۰ برای اسکان فرمانده قلعه پتر و پاول ساخته شد. در سال ۱۸۲۶ در همین خانه بود که شورش دکابریست‌ها مورد بررسی قرار گرفت و شورشیان توسط دادگاه عالی جنایی محاکمه شدند. امروزه، خانه فرمانده یک سالن نمایشگاهی است و نمایشگاه‌های دائمی و موقت در مورد تاریخ سنت پترزبورگ در آن برپا می‌شود.

### خانه مهندسان
خانه مهندسان (به روسی: Инженерный дом) بین سال‌های ۱۷۴۸ و ۱۷۴۹ برای اسکان مهندسان پادگان سنت پترزبورگ ساخته شد. امروزه در این مکان یک نمایشگاه موقت به سازماندهی موزه تاریخ سنت پترزبورگ برپا شده است.

### زندان دژ تروبتسکوی
از آنجایی که قلعه پتر و پاول هرگز در هیچ جنگی استفاده نشد، تصمیم گرفته شد که بخشی از مجموعه قلعه به یک زندان سیاسی با امنیت بالا به نام زندان جان‌پناه دژ تروبتسکوی (به روسی: Трубецкой бастион) تبدیل شود. الکسی پسر سرکش پتر کبیر، از اولین زندانیان این زندان بود. این مکان قرار بود میزبان بسیاری از زندانیان برجسته آینده از جمله رهبران قیام دکابریست‌ها، نیکولای چرنیشفسکی نویسنده و برادر بزرگ‌تر ولادیمیر لنین، الکساندر اولیانوف باشد. این دژ در دوره شوروی به موزه‌ای تبدیل شد تا توحش رژیم تزاری را به نمایش بگذارد.

### آرامگاه ولیکی کنیازها

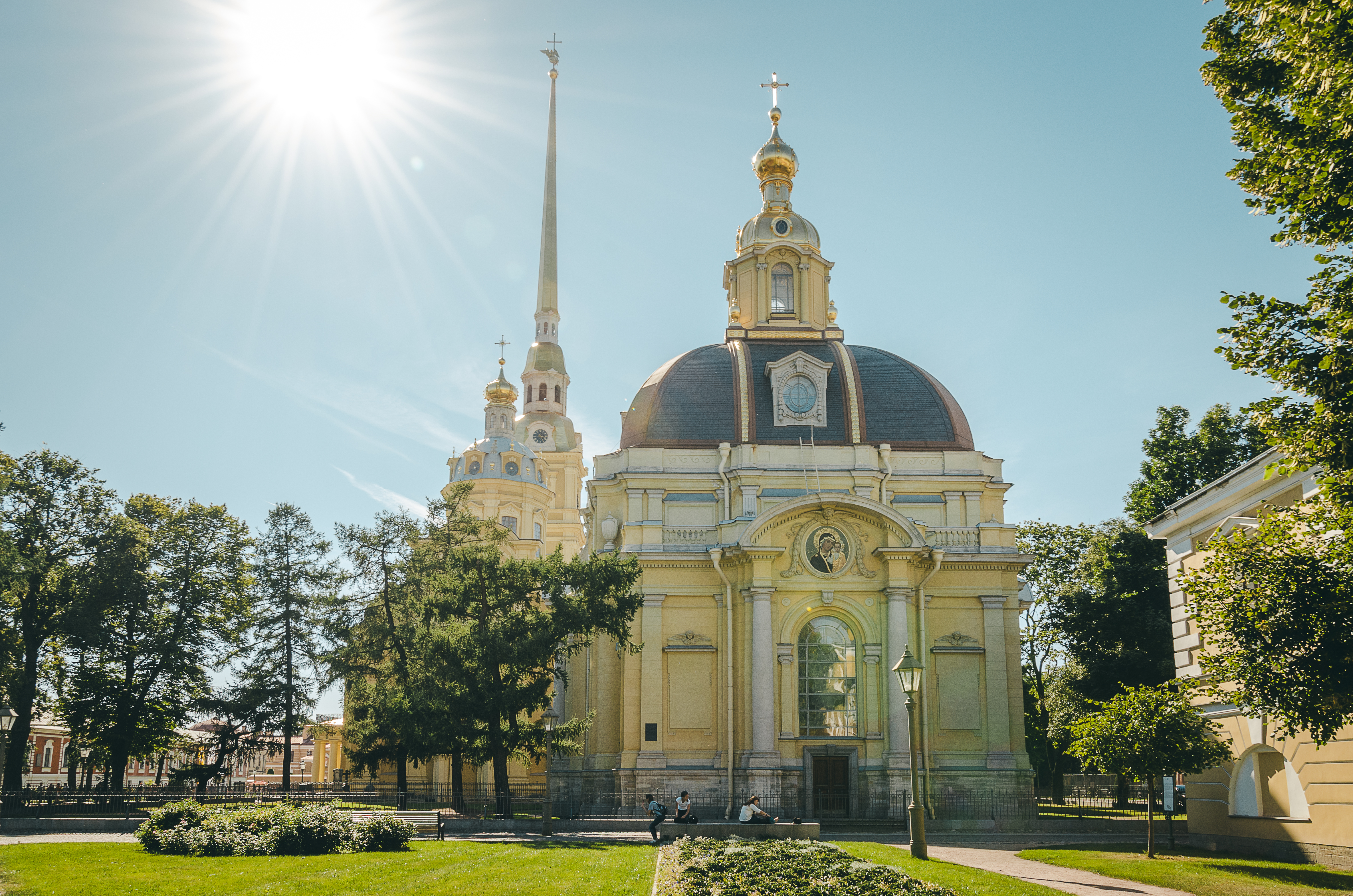
مقبره ولیکی کنیازها

با آغاز قرن بیستم، فضای داخلی کلیسای جامع پیتر و پاول از قبور تزارها پر شده بود؛ بنابراین بین سال‌های ۱۸۹۶ تا ۱۹۰۸ یک آرامگاه جدید ساخته شد تا بتواند مقبره‌های سلطنتی بیشتری را در خود جای دهد که آرامگاه ولیکی کنیازها (به روسی: Великокняжеская усыпальница) یا «آرامگاه گِرَند دوک‌ها» نامیده می‌شود. با این حال، تعداد بسیار کمی از اعضای دودمان رومانوف در آنجا دفن شدند زیرا انقلاب روسیه به حکومت آنها بر این کشور پایان داد.

### گورستان فرمانده
قدمت گورستان فرمانده (به روسی: Комендантское кладбище) به سال ۱۷۲۰ بازمی‌گرداند؛ زمانی که ژنرال آر. وی. بروس فرمانده وقت قلعه، در نزدیکی دیوار محراب کلیسای جامع پیتر و پاول دفن شد. از سال ۱۷۲۰ تا ۱۹۱۷، نوزده نفر از سی و دو فرمانده قلعه در این گورستان دفن شدند که همگی در پست‌های خود درگذشتند. آخرین قبر که قدمت آن به سال ۱۹۱۴ برمی‌گردد، متعلق به ژنرال پیاده نظام وی. ان. دانیلوف است.

### دروازه نوا
دروازه نوا (به روسی: Невский Ворота) و اسکله مجاور آن، خیلی دیرتر از سازه اصلی و در زمانی که قلعه اهمیت نظامی و استراتژیک خود را از دست داده بود، در دیوار جنوبی قلعه ساخته شدند. این دروازه توسط معمار نیکولای لووف در سال ۱۷۸۷ به سبک نئوکلاسیک طراحی شد. این دروازه تنها زمانی شهرت شوم خود را پیدا کرد که زندان جان‌پناه دژ تروبتسکوی به یک زندان سیاسی شلوغ تبدیل شد و دروازه نوا جایی بود که زندانیان را سوار قایق می‌کردند تا آنها را برای اعدام به محل دیگری (معمولاً در قلعه شلیسلبورگ در بالای رودخانه نوا) منتقل کنند. درون دروازه می‌توان پلاک‌های مختلفی را دید که سطح آب برخی از شدیدترین سیل‌های شهر را نشان می‌دهند.

### چاپخانه قدیمی
چاپخانه قدیمی (به روسی: ؟) بخشی جدید از موزه تاریخ سنت پترزبورگ است که در نزدیکی دروازه نوا قلعه پتر و پاول واقع شده و مجموعه‌ای چشمگیر از تجهیزات چاپ قدیمی، اما همچنان فعال را در خود جای داده است. در اینجا بازدیدکنندگان می‌توانند در مجموعه گشتی بزنند، روش‌های مختلف چاپ قدیم را مشاهده کنند، نمونه‌هایی از آن بخرند و شاهد خلق آثار هنری به صورت زنده باشند.

### آزمایشگاه دینامیک گاز
آزمایشگاه دینامیک گاز (به روسی: Газодинамическая лаборатория) یک آزمایشگاه پیشگام بود که در دهه ۱۹۳۰ میلادی در قعله پیتر و پاول ساخته شد. بسیاری از بزرگترین دستاوردهای علمی اتحاد جماهیر شوروی در زمینه موتور موشک و تولید موشک بر اساس تحقیقاتی بود که در سایت‌های قلعه پیتر و پاول انجام شد. امروزه نمایشگاه این پروژه در نزدیکی ورودی اصلی قلعه قرار دارد.

### ضرابخانه
ضرابخانه سنت پترزبورگ (به روسی: Санкт-Петербургский монетный двор) در این قلعه توسط پتر کبیر تأسیس شد. این ضرابخانه یکی از تنها دو ضرابخانه فعال در کل روسیه است که سکه‌ها، مدال‌ها و نشان‌های روسی در آن ضرب می‌شوند. ضرابخانه دوم واقع در مسکو پایتخت فعلی است. ضرابخانه پیتر و پاول که اکنون یک کارخانه پر رفت و آمد با امنیت بالا می‌باشد، به جهت زنده نگهداشتن سنت‌ها در داخل دیوارهای قلعه باقی مانده است.

## بازدید

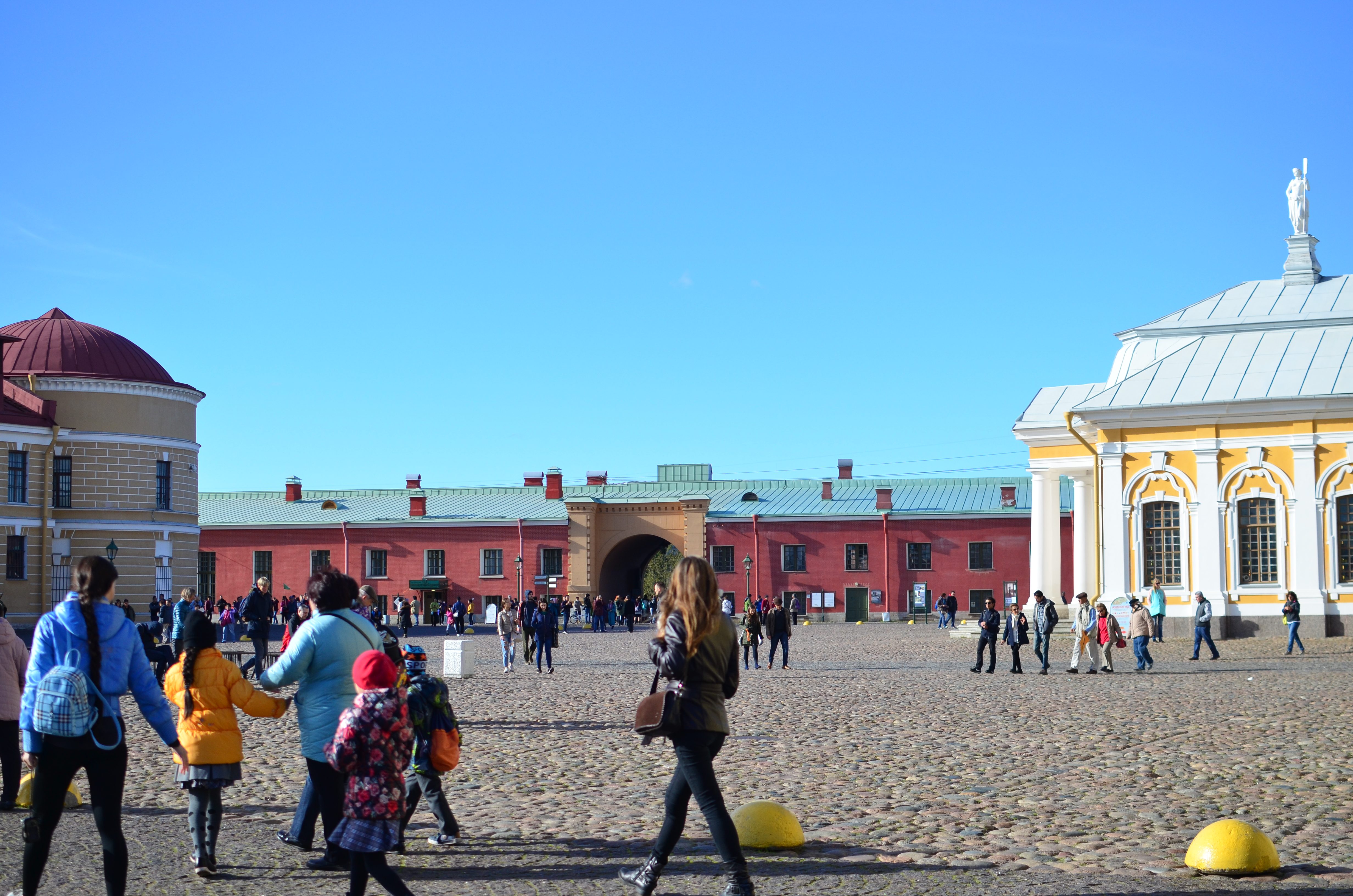

پیتر و پاول در حال حاضر محل دفتر مرکزی موزه تاریخی سنت پترزبورگ است. بلیط ورودی به شما امکان بازدید از کلیسای جامع پیتر و پاول، خانه فرمانده و نمایشگاه‌های موقت مختلف در آن، نمایشگاه‌های بیشتر در خانه مهندس، زندان دژ تروبتسکوی، آزمایشگاه دینامیک گاز و نمایشگاه چاپخانه قدیمی را می‌دهد. این موزه همچنین نمایشگاه‌های بیشتری را در سایر مکان‌های شهر، از جمله « لنینگراد در طول سال‌های جنگ و محاصره» (در آنگلیسکایا نابرژنایا ۴۴) و موزه آپارتمان الکساندر بلوک (در اولیتسا دکابریستوف ۵۷) برگزار می‌کند.
تمام ساختمان‌های موزه از پنجشنبه تا دوشنبه، ۱۱ صبح تا ۶ عصر و سه‌شنبه‌ها از ۱۱ صبح تا ۵ عصر باز هستند. گیشه‌های بلیط‌فروشی یک ساعت زودتر بسته می‌شوند. موزه چهارشنبه‌ها تعطیل است اما محوطه آن باز است. بلیط موزه به شما امکان می‌دهد از کلیسای جامع پیتر و پاول به علاوه نمایشگاه‌های دائمی و موقت واقع در سراسر محوطه قلعه بازدید کنید. بلیط‌ها را می‌توان از گیشه بلیط فروشی نزدیک دروازه ایوانوفسکی یا در قایق‌خانه نزدیک کلیسای جامع خریداری کرد. از ساعت ۶ تا ۷ بعد از ظهر، پنجشنبه تا سه‌شنبه، ورود به کلیسای جامع رایگان است.